# Aartsbisdom Emesa

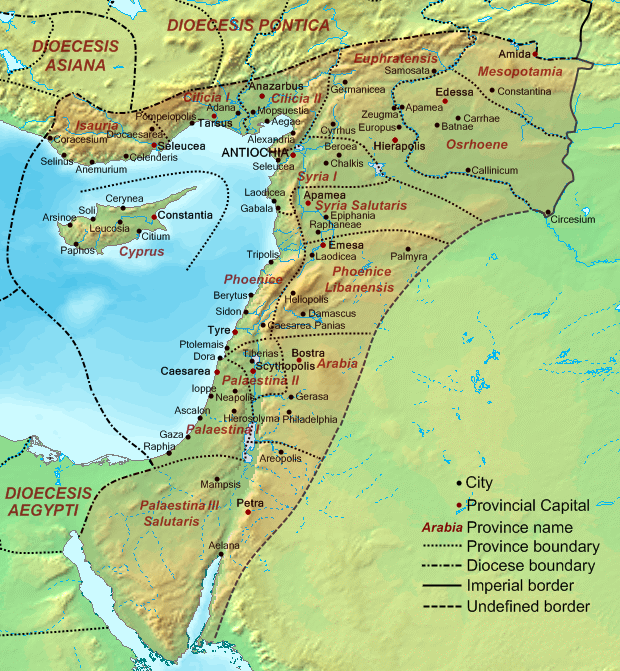
Romeins/Byzantijnse provincie Phenicia Libanensis met hoofdplaats Emesa

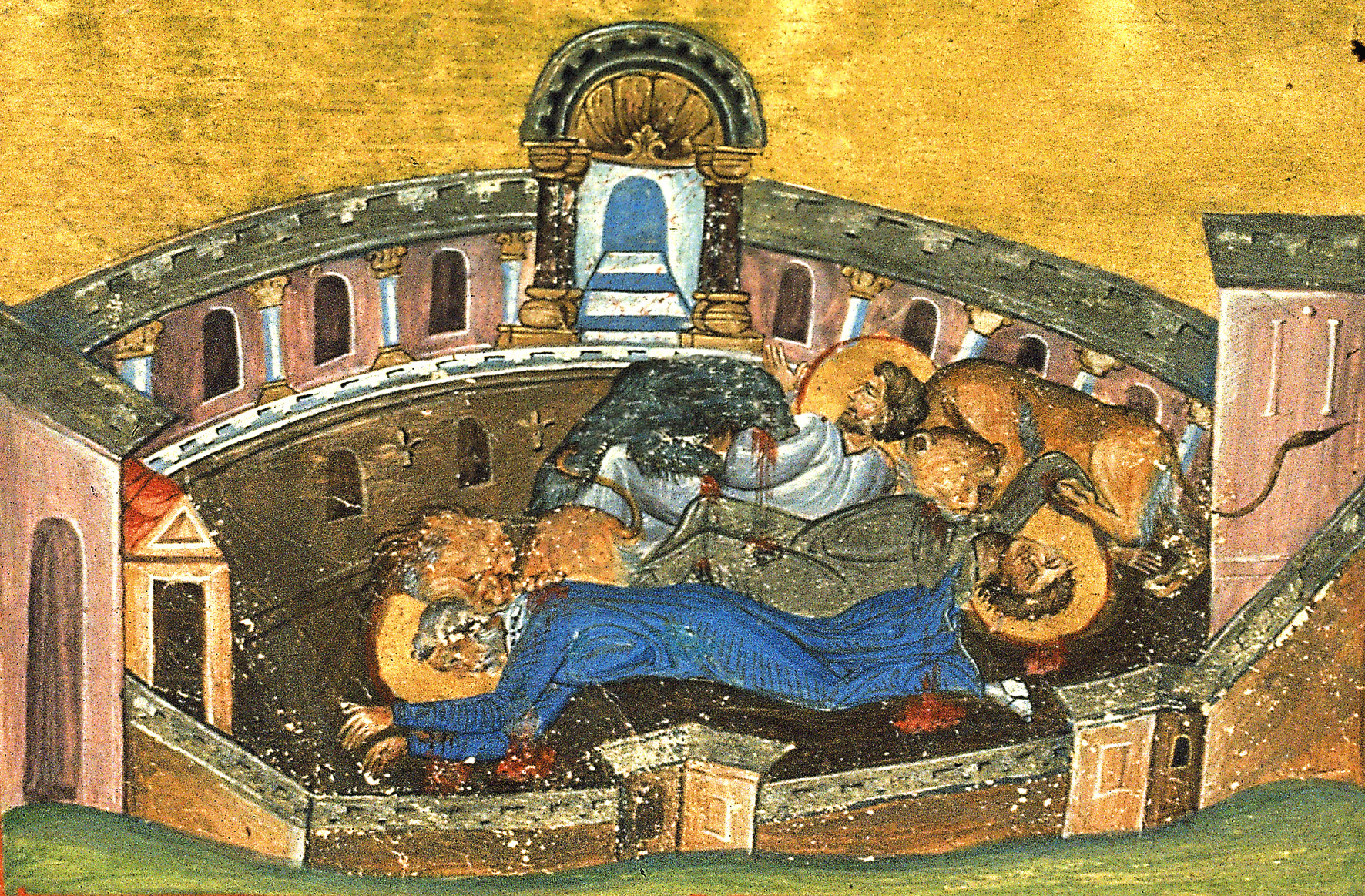
Bisschop Silvanus van Emesa sterft de marteldood, samen met een diaken en een lector

Het aartsbisdom Emesa (Latijn: Archidioecesis Hemesena) of Hemesa was een Grieks-orthodox aartsbisdom (5e eeuw – 10e eeuw) in Syrië, meer bepaald in Coele-Syrië. De bisschopszetel bevond zich in de stad Homs. Het aartsbisdom Emesa bestond in het Romeinse Rijk, het Byzantijnse Rijk en het kalifaat van de Abbasiden.
Dit voormalig aartsbisdom Emesa mag niet verward worden met twee bestaande aartsbisdommen op deze plek: het aartsbisdom Homs van de Melkitische Kerk en het aartsbisdom Homs van de Syrisch-orthodoxe kerk.
Het aartsbisdom Emesa is een titulair aartsbisdom van de Rooms-Katholieke Kerk.

## Historiek
De Romeinse stad Emesa was een administratief en commercieel centrum binnen het aartsbisdom Damascus, en dit in de periode van het Late Romeinse keizerrijk (4e – 5e eeuw). Keizer Constantijn I liet in Emesa de eerste christelijke kerk bouwen (4e eeuw). Hiermee kwam een einde aan de zonnegodcultus in de stad. Emesa was de hoofdplaats van de Romeinse provincie Phenicia Libanensis, een deelprovincie van de provincie Syria. Maar het religieuze centrum van Phenicia Libanensis lag niet in Emesa maar elders, namelijk in Damascus. Emesa rukte zich vervolgens religieus los van Damascus. Emesa werd in de 5e eeuw een autocefaal aartsbisdom, dit wil zeggen, zonder suffragane bisdommen en werd rechtstreeks afhankelijk van de patriarch van Antiochië. 
Deze autocefale situatie bleef niet bestaan tijdens het Byzantijns bestuur (5e – 7e eeuw). Emesa kreeg er immers een 3-tal suffragene bisdommen bij en bestuurde zo een kerkprovincie.
Met de verovering van de bisschopstad Emesa door de Abbasiden verdween de Grieks-Romeinse-christelijke naam Emesa. De stad heette voortaan Homs. Het aartsbisdom mocht van de Arabieren blijven bestaan. In de 10e eeuw ging het aartsbisdom ten onder. Vanaf de 17e eeuw gebruikt de Rooms-katholieke kerk de aartsbisschopstitel van Emesa als een eretitel.

## Enkele aartsbisschoppen
- Bisschop Silvanus van Emesa (3e - 4e eeuw).[5] Volgens de traditie was hij de eerste bisschop van Emesa en was hij waarschijnlijk geen aartsbisschop.[6] Hij stierf de marteldood in een Romeinse arena met leeuwen.
- Aartsbisschop François Marty van Parijs. Deze Roomse prelaat droeg de eretitel van aartsbisschop van Emesa.